# Strzelanina w Highland Park
Strzelanina w Highland Park – strzelanina, która wydarzyła się 4 lipca 2022 roku na paradzie z okazji Święta Niepodległości Stanów Zjednoczonych w Highland Park w stanie Illinois w Stanach Zjednoczonych; w jej wyniku zginęło co najmniej 7 osób, a 46 zostało rannych.

## Tło
Atak wydarzył się w miejscowości Highland Park na przedmieściach Chicago; tego dnia odbywała się tam parada z okazji święta niepodległości USA.

## Przebieg
Uzbrojony biały napastnik miał zacząć oddawać strzały w stronę ludzi z dachu pobliskiego budynku co najmniej 15 minut po rozpoczęciu się parady, ok. 10:14, zabijając 7 osób i raniąc 46 innych. Następnie zbiegł on z miejsca tego zdarzenia w kobiecym ubraniu, które przygotował na tę okoliczność, by nie dało się go rozpoznać. Sprawcy udało się dostać na dach budynku za pośrednictwem niezabezpieczonej drabiny znajdującej się przy ścianie budynku.
Sprawca podczas ataku oddał co najmniej 70 strzałów w przypadkowe osoby, z czego niektóre z nich najprawdopodobniej rozdzielały się na drobniejsze fragmenty i trafiały w inne osoby, znajdujące się w pobliżu.
Służby bezpośrednio po ataku odwołały resztę wydarzenia i ewakuowały okolicę, a także rozpoczęły szeroko zakrojoną akcję poszukiwawczą.
Napastnik został zatrzymany po około 9 godzinach od strzelaniny. Powiedział funkcjonariuszom, że rozważał dokonanie kolejnego ataku na paradzie w Madison w stanie Wisconsin, dokąd zamierzał uciec. Przebywał przez chwilę na terenie stanu Wisconsin, ale ostatecznie z niewyjaśnionych powodów zawrócił z powrotem do Illinois.

## Sprawca
Sprawcą strzelaniny był 21-letni Robert Crimo III, biały mężczyzna, który został zatrzymany kilka godzin po dokonaniu ataku. Był raperem, który występami wokalnymi dzielił się w internecie. Kilka chwil po zatrzymaniu, służby przeszukały jego mieszkanie na przedmieściach Highland Park.
Atak miał najprawdopodobniej podłoże skrajnie prawicowe i antyrządowe. Napastnik w internecie pisał na portalach 4chan i DocumentingReality o jego nienawiści wobec osób czarnoskórych i antysemityzmie. Na tym drugim dzielił się też z użytkownikami przemyśleniami i graficznymi dyskusjami na temat śmierci i poglądów na życie. Publikował też często kontrowersyjne lub szokujące zdjęcia, w tym nagrania z dekapitacji, zdjęcie z zabawką erotyczną przypominającą małe dziecko i zdjęcia nawiązujące do poprzednich masowych strzelanin. Prowadził też własną encyklopedię na łamach portalu Fandom Wikia, na którym pisał o chęci stworzenia organizacji o nazwie ACTAFO, która miałaby zapobiec wprowadzeniu dyktatury terrorystów w USA. Znajomy sprawcy, który pisał z nim poprzez portal Twitter, w wypowiedzi dla mediów stwierdził, że sprawca był odizolowanym ćpunem, który kompletnie stracił kontakt z rzeczywistością i że nie kierowały nim względy polityczne, ale choroba psychiczna. Napastnik był ponadto synem lokalnego biznesmena i zarazem byłego kandydata na burmistrza miasta Highland Park.

## Ofiary strzelaniny
1. Katherine Goldstein (lat 64)
2. Irina McCarthy (lat 35)
3. Kevin McCarthy (lat 37)
4. Jacquelyn Sundheim (lat 63)
5. Stephen Straus (lat 88)
6. Nicolas Toledo-Zaragoza (lat 78)
7. Eduardo Uvaldo (lat 69)

## Reakcje
Miejscowe służby natychmiast po ataku poprosiły mieszkańców o pomoc w ustaleniu tożsamości sprawcy i miejsca jego przebywania; podano, że sprawcą jest młody mężczyzna około 20 lat.
Prezydent Stanów Zjednoczonych Joe Biden powiedział, że jest zszokowany kolejnym atakiem z użyciem broni palnej i wezwał władze stanu do wprowadzenia bardziej zaostrzających dostęp do broni palnej przepisów.
W paradzie uczestniczyło też dwóch senatorów stanowych, którzy wyrazili następnie szok z powodu ataku.